# Campeonato Argentino de Futebol de 1945
O Campeonato Argentino de Futebol de 1945 foi a décima quinta temporada da era profissional da Primeira Divisão do futebol argentino. O certame foi disputado em dois turnos de todos contra todos, entre 22 de abril e 2 de dezembro. O River Plate sagrou-se campeão argentino, pela oitava vez.

## Participantes
| Equipe             | Cidade       |
| ------------------ | ------------ |
| Atlanta            | Buenos Aires |
| Chacarita Juniors  | Villa Maipú  |
| Estudiantes        | La Plata     |
| Ferro Carril Oeste | Buenos Aires |
| Gimnasia y Esgrima | La Plata     |
| Huracán            | Buenos Aires |
| Independiente      | Avellaneda   |
| Lanús              | Lanús        |
| Newell's Old Boys  | Rosario      |
| Platense           | Buenos Aires |
| Racing Club        | Avellaneda   |
| River Plate        | Buenos Aires |
| Rosario Central    | Rosario      |
| San Lorenzo        | Buenos Aires |
| Vélez Sarsfield    | Buenos Aires |

## Classificação final
| Pos | Equipes               | J  | V  | E  | D  | GM | GS | Pts |
| --- | --------------------- | -- | -- | -- | -- | -- | -- | --- |
| 1   | River Plate           | 30 | 20 | 6  | 4  | 66 | 34 | 46  |
| 2   | Boca Juniors          | 30 | 18 | 6  | 6  | 71 | 43 | 42  |
| 3   | Independiente         | 30 | 17 | 7  | 6  | 68 | 51 | 41  |
| 4   | San Lorenzo           | 30 | 15 | 8  | 7  | 67 | 45 | 38  |
| 5   | Huracán               | 30 | 17 | 2  | 11 | 76 | 61 | 36  |
| 6   | Estudiantes LP        | 30 | 14 | 4  | 12 | 63 | 58 | 32  |
| 7   | Platense              | 30 | 12 | 6  | 12 | 50 | 57 | 30  |
| 8   | Newell's Old Boys     | 30 | 12 | 4  | 14 | 52 | 56 | 28  |
| 9   | Vélez Sarsfield       | 30 | 11 | 4  | 15 | 69 | 73 | 26  |
| 10  | Racing Club           | 30 | 10 | 5  | 15 | 59 | 63 | 25  |
| 11  | Atlanta               | 30 | 6  | 12 | 12 | 56 | 64 | 24  |
| 11  | Rosario Central       | 30 | 10 | 4  | 16 | 58 | 70 | 24  |
| 13  | Lanús                 | 30 | 8  | 7  | 15 | 46 | 59 | 23  |
| 13  | Ferro Carril Oeste    | 30 | 9  | 5  | 16 | 51 | 73 | 23  |
| 15  | Chacarita Juniors     | 30 | 6  | 10 | 14 | 46 | 65 | 22  |
| 16  | Gimnasia y Esgrima LP | 30 | 7  | 6  | 17 | 50 | 76 | 20  |

|  |            |
|  | Campeão.   |
|  | Rebaixado. |

## Premiação
| Campeonato Argentino de Futebol de 1945 |
| --------------------------------------- |
| River Plate Campeão (8° título)         |

## Goleadores
| Jogador | Jogador           | Gols | Equipe          |
| ------- | ----------------- | ---- | --------------- |
|         | Ángel Labruna     | 25   | River Plate     |
|         | Waldino Aguirre   | 21   | Rosario Central |
|         | Luciano Agnolín   | 20   | Atlanta         |
|         | Arsenio Erico     | 20   | Independiente   |
|         | Mario Boyé        | 19   | Boca Juniors    |
|         | Juan José Ferraro | 19   | Vélez Sarsfield |
|         | Rinaldo Martino   | 19   | San Lorenzo     |